# Fascinação
Fascinação é uma telenovela brasileira que foi produzida e exibida pelo SBT em 25 de maio até 6 de novembro de 1998, em 142 capítulos,  substituindo a reprise da novela mexicana Maria do Bairro e sendo substituída por Pérola Negra.
Teve autoria de Walcyr Carrasco, com colaboração de Ecila Pedroso, sob direção de Antonino Seabra, Jacques Lagôa e Henrique Martins e direção geral de Henrique Martins.
Conta com Regiane Alves, Marcos Damigo, Heitor Martinez, Samantha Monteiro, Luiz Carlos de Moraes, Malu Pessin e Glauce Graieb nos papéis principais.

## Enredo
| “ | “Fascinação” é uma história romântica, bem melodramática. Mas conta a história de uma prostituta na década de 30. A protagonista, interpretada por Regiane Alves, é uma jovem que, seduzida pelo homem que ama, sem alternativa financeira, vai trabalhar num bordel como garçonete. E acaba caindo nas mãos de um malandro que a obriga a se prostituir, fazendo chantagem com o próprio filho da moça. | ” |

A história se passa na década de 1930. Ana Clara Guimarães (Regiane Alves), uma humilde jovem filha de um leiteiro, só estuda graças a uma bolsa de estudos cedida pela própria escola, mediante uma prova que ela fez, por ser bem inteligente e ter passado. No baile de formatura do ensino secundário, conhece Carlos Eduardo da Silva Prates (Marcos Damigo). É fascinação a primeira vista. Os dois dançam e saem para conversar. Subitamente, uma cigana aparece dizendo que eles são nascidos um para o outro, mas que antes enfrentarão muitos obstáculos para serem felizes. Essa profecia assusta os dois e com o passar do tempo, a amizade cresce muito e acabam se apaixonando. Mas a mãe do rapaz, Melânia da Silva Prates (Glauce Graieb), ao descobrir que a jovem pertence a uma família pobre é contra o namoro, já que quer ao filho uma mulher de "berço", que o represente na sociedade e que o ajude a sair da decadência financeira que a família "Silva Prates" vive.
Dias depois Carlos Eduardo fica sabendo do local de trabalho de Clara, na colheita, e a espera numa estrada próxima. Eles conversam mais uma vez e começam a namorar. Do outro lado da história, Melânia comenta com sua governanta, a ardilosa Germana (Malu Pessin), a péssima situação pela qual a família está passando e a preocupação por seu filho ainda não ter arrumado uma herdeira para casar. A governanta, por sua vez, diz ter percebido que a jovem milionária Berenice Vidigal (Samantha Dalsoglio) o ama. Isso faz Melânia se aproximar da moça e descobrir que Berenice realmente é apaixonada por Carlos Eduardo, mas por se achar feia e ser uma moça quieta e triste, não demonstra o seu amor por ele. A partir daí, Melânia passa a fazer de tudo para que os dois se casem, e Berenice, sem saber do namoro de sua colega, Clara e de seu amado Carlos Eduardo, aceita se casar com ele, mas fica com medo de dar errado, mas Melânia vê como ela é boba e influenciável e usa isso para fazer a cabeça dela.
O amor de Carlos Eduardo por Clara é tanto que ele a pede em casamento. Encantada pelo rapaz, a moça aceita o pedido e como prova de seu amor puro e sincero, virgem, se entrega a ele, posteriormente ficando grávida, para seu desespero. Ao descobrir a gravidez de Clara, seu pai a expulsa de casa e ela acaba ficando a mercê da influência do maquiavélico Alexandre (Heitor Martinez), um homem maldoso que a conhece e promete ajudá-la e ela, acreditando na bondade das pessoas, aceita essa ajuda. Como se não bastasse estar grávida e sem o apoio de sua família, Clara também é separada de Carlos Eduardo por conta de um engano forjado por Melânia que contrata Alexandre para que ele se passe pelo pai do bebê que Clara espera.
Decepcionado com Clara, Carlos Eduardo cede ao desejo de sua mãe e casa-se com Berenice, achando que sempre foi traído por Clara e que ela só queria o seu dinheiro. Mesmo assim ele a ama, mas tenta esquecê-la, sem ter como apagar o verdadeiro amor da lembrança.
Desamparada, Clara é levada por Alexandre a um prostíbulo e obrigada a trabalhar ali sob a ameaça de nunca mais ver seu filho, recém-nascido. Para seu desgosto, Clara se torna uma prostituta, sendo ameaçada de morte por Alexandre, a quem ela também se deita a força.
Enquanto isso o casamento de Carlos Eduardo e Berenice é um inferno e cada vez mais deprimida, achando que seu marido a despreza, Berenice torna-se alcoólatra. Na bebida encontra um alívio para suas crises depressivas e ciúmes. Carlos Eduardo e Berenice, a cada dia que passa, vivem brigando e discutem demais. Não esquece Clara e Berenice quer que lhe dê mais atenção. Vendo um ótimo jeito de livrar-se da nora e ficar com sua fortuna, a monstruosa Melânia ajuda a aumentar o vício de Berenice, colocando na cabeça dela que Carlos Eduardo tem amantes achando-a uma mulher sem graça e nada bonita, e solicitando que Germana deixasse garrafas de bebidas ou álcool puro próximos a ela. Ela entra em pânico e desespero, bebendo a cada dia mais, e acaba morrendo de depressão e cirrose.
Enquanto isso, Clara, após sofrer demais sendo humilhada por Alexandre e pela cafetina Madame Therèze (Adriana Ridolfi), e servindo a homens desconhecidos, tem um parto difícil e sofrido, para uma moça tão jovem, e para castigá-la, Alexandre rouba a criança, para o desespero da jovem mãe Ana Clara.
Após diversos meses sofrendo e tentando achar seu filho recém-nascido, é tirada do bordel pelo bondoso Manoel Gouvêia (Luiz Carlos de Moraes), o padrinho e administrador da pouca fortuna de Berenice, que frequenta o bordel e vê que Clara é uma mulher diferente das outras. Os dois acabam se casando, para ela ser uma mulher honrada e esquecer seu trágico passado. Casa-se com ele por dinheiro, para achar seu filho, pois o único homem que ama é Carlos Eduardo, mas o culpa por tudo de mau na sua vida. Com Manoel, vive momentos felizes de prazer e paixão, tentando ser feliz.
Melânia desespera-se ao saber que Berenice já não tinha mais nada, pois todo seu dinheiro ela gastou em bebidas, sem que Carlos Eduardo soubesse. Agora, depois de ter assassinado Berenice, ela vai em busca de Manoel, o único que ficou com o dinheiro dela, já que ele por ser o administrador, ficou com o dever de distribuir os bens e o dinheiro da herança de Berenice a quem ela queria deixar em testamento.
De olho na fortuna que ainda resta sob o controle de Manoel, Melânia, com a ajuda de Alexandre, planeja um golpe, e acaba assassinando o bondoso homem, para sua alegria e ambição no dinheiro e para desespero de Clara. Porém, o que ela não contava é que Manoel teria deixado tudo para Clara, não havia restado nada, assim ela fica sendo sua única herdeira, ela passa a ser dona de tudo que foi de Manoel.
Rica, Clara, por sua vez, não hesitará em fazer com que Melânia e Carlos Eduardo paguem por tudo que fizeram com ela, escondendo por trás da figura de uma mulher cruel e impiedosa o grande amor que ainda sente por Carlos Eduardo. Descobre, através de uma carta escrita por Berenice antes de morrer, que Melânia mandou Alexandre a separar de Carlos Eduardo, além de levá-la para o bordel e sequestrar seu filho, e isso aumenta o ódio e a raiva por Melânia. Ela e Melânia enfrentar-se-ão, e a doce Clara dá lugar a uma mulher destinada a se vingar deles dois. E faz isso, tirando todo o dinheiro deles através de renomados defensores da justiça, e ficando mais milionária ainda, os deixando na miséria completa. Fica muito poderosa, e por trás da mulher que pisa em todos, esconde a sensível Clara.
Melânia é uma psicopata perigosa, e não hesitará em acabar com Clara e o filho dela para ter o dinheiro em suas mãos, até seu próprio filho Melânia mataria, para ter tudo o que ela mais quer: dinheiro e poder. Mas o amor de Carlos Eduardo é imenso, que nada mais importa se não for Clara em sua vida. Ele é manipulado pela mãe sem perceber.
Carlos Eduardo decepciona-se ao saber que Clara se prostituiu e casou por dinheiro, e eles travarão uma guerra sem fim, mas ela ainda esconde o segredo que pode mudar tudo: de que Carlos é o verdadeiro pai de seu filho. Mas ela será atormentada ainda mais quando Alexandre e Melânia se tornarem amantes e se unirem para acabar de vez com ela e roubarem todo seu dinheiro. Carlos Eduardo não sabe realmente a perigosa e cruel mulher que a mãe dele é.

## Elenco
| Intérprete            | Personagem                     |
| --------------------- | ------------------------------ |
| Regiane Alves         | Clara Guimarães                |
| Marcos Damigo         | Carlos Eduardo da Silva Prates |
| Glauce Graieb         | Melânia da Silva Prates        |
| Heitor Martinez       | Alexandre Ramos                |
| Samantha Monteiro     | Berenice Vidigal Prates        |
| Malu Pessin           | Germana Stradivarius           |
| Luiz Carlos de Moraes | Manoel Gouveia                 |
| Miriam Mehler         | Guiomar Guimarães              |
| Lia de Aguiar         | Querubina Gouveia              |
| Ivan de Almeida       | Delegado Dionísio dos Santos   |
| Miriam Lins           | Irma Tanajura                  |
| Blota Filho           | Renê                           |
| Adriana Ridolfi       | Madame Therèze Barbier         |
| Robson Loddo          | Padre Cirilo                   |
| Vera Kowalska         | Drª. Ada Stradivarius          |
| Luiz Arthur           | Otávio Passos                  |
| Mariana Ximenes       | Emília Gouveia                 |
| Caio Blat             | Gustavo da Silva Prates        |
| Ademir Zanyor         | Malaquias dos Santos           |
| Eliana César          | Lindaura (Linda)               |
| Gigi Monteiro         | Fiona Kowalska (Fifi)          |
| Tadeu Menezes         | Antônio (Tonho)                |
| Lucimara Martins      | Nadir                          |
| Amanda Defaveri       | Colete                         |
| Rodrigo Souto         | Serafim                        |
| Deborah Seabra        | Dulce de Souza                 |
| Mauro Gorini          | Ernesto de Souza               |
| Gustavo Mantelato     | Guilherme (Espirro)            |

### Participações especiais
| Intérprete          | Personagem                             |
| ------------------- | -------------------------------------- |
| Breno Bonin         | José Guimarães                         |
| Maximira Figueiredo | Cigana                                 |
| Suzy Camacho        | Adelaide Giuliani                      |
| Nelson Baskerville  | Tomás Giuliani                         |
| Airo Munhoz         | Francisco Guimarães / Matheus Giuliani |
| Neusa Maria Faro    | Elsa                                   |
| Serafim Gonzalez    | Juiz Adão                              |
| Noemi Gerbelli      | Soraya da Silva Prates                 |
| Ruthinéa de Moraes  | Parteira                               |
| Eduardo Mancini     | Porteiro                               |
| Renato Consorte     | Cordélio                               |
| Javert Monteiro     | Dr. Almeida                            |
| Renato Modesto      | Dr. Lobato                             |
| Roberto Arduim      | Advogado de Adelaide e Tomás           |
| José Scavazini      | Nestor                                 |
| Madelaine           | Emma                                   |
| Carmelita Gonzales  | Dona da Pensão                         |
| Tina Rinaldi        | Idosa que cuida de Francisco           |
| Sérgio Mastropasqua | Dr. Veiga                              |
| Fábio Penna         | Rodolfo                                |
| Kaique Volpi        | Francisco (recém-nascido)              |

## Produção
Originalmente a trama foi produzida apenas para ser exportada – uma vez que as telenovelas de época da TV Globo estavam em alta e sendo amplamente vendidas no mercado internacional – porém Silvio Santos gostou do resultado e decidiu exibir a novela no Brasil antes de exportá-la. A trama foi vendida posteriormente para diversos países da América Latina e Europa, como Chile, Colombia, Portugal, Polônia, Ucrânia e Romênia. Teve 142 capítulos e foi gravada num tempo recorde de quatro meses para estrear no mesmo dia que Torre de Babel; o número de cenas chegava a 30 por dia e para ajudar nas gravações, os atores tiveram de lançar mão do ponto eletrônico. O aparelho servia para que o ator pudesse repetir as falas ditas por outra pessoa. Foi a primeira novela a utilizar ponto eletrônico para os atores interpretarem seus papéis e não teve cidade cenográfica, e assim como as telenovelas mexicanas, mostrando apenas as fachadas das casas, então, cortava-se para o estúdio, onde ficavam os cenários. O custo de cada capítulo foi de 20 mil reais.
A novela era exibida às 21h, com a propaganda eleitoral foi ao ar às 21h20, mas com a estreia do Programa do Ratinho, mudou de horário para às 20h. Esta foi a estreia na televisão de Marcos Damigo, Regiane Alves e Mariana Ximenes, cuja atuação rendeu às duas últimas a estreia na Rede Globo, em A Muralha e Andando nas Nuvens, respectivamente. Teve o título provisório de Alma Gêmea, que sete anos mais tarde foi o nome de outra novela de Walcyr Carrasco na Rede Globo em 2005.

## Audiência
Exibição Original
Estreou com índices chegando a 10 pontos, abaixo do esperado pela emissora, que havia colocado a meta de 15. Durante sua exibição a trama cresceu na audiência e fechou com os esperados 15 pontos no último capítulo e picos de 18, tendo média geral em torno de 10 pontos.

## Exibição

### Reprises
Foi reprisada pela primeira vez de 5 de janeiro a 23 de abril de 2004 em 80 capítulos, substituindo Carinho de Anjo e sendo substituída por Rosalinda.
Foi reprisada pela segunda vez de 21 de novembro de 2011 a 6 de março de 2012 em 75 capítulos, substituindo Cristal e sendo substituída por Marisol. 
Está sendo reprisada na íntegra e com capítulos duplos pelo canal fast +Novelas do serviço de streaming +SBT desde 23 de junho de 2025, substituindo A Dona na faixa das 22h, com reprises ás 6h30 e 14h30.

### Outras mídias
Foi disponibilizada pelo +SBT em 26 de junho de 2025, com 20 capítulos semanais, vindo em paralelo com a transmissão no canal fast +Novelas.

## Trilha sonora
Capa: Regiane Alves
| N.º | Título                     | Música                          | Duração |  |
| 1.  | "Fascinação (Fascination)" | Nana Caymmi                     | 02:58   |  |
| 2.  | "Carinhoso"                | Elis Regina                     | 03:57   |  |
| 3.  | "Adeus"                    | Toquinho e Vinícius de Moraes   | 03:41   |  |
| 4.  | "Inquietação"              | Gal Costa                       | 02:41   |  |
| 5.  | "No rancho fundo"          | Ney Matogrosso e Rafael Rabello | 04:04   |  |
| 6.  | "Da cor do pecado"         | Nara Leão e Roberto Menescal    | 02:59   |  |
| 7.  | "Por um beijo"             | Vânia Bastos                    | 04:45   |  |
| 8.  | "Súplica"                  | Maria Bethânia                  | 02:20   |  |
| 9.  | "La Vie en Rose"           | Elba Ramalho                    | 02:55   |  |
| 10. | "Capulito de Aleli"        | Caetano Veloso                  | 03:13   |  |
| 11. | "Boa noite amor"           | Jair Rodrigues                  | 02:13   |  |
| 12. | "Fascinação (Fascination)" | Carlos Galhardo                 | 03:06   |  |